# 玉丘古墳群
玉丘古墳群（たまおかこふんぐん）は、兵庫県加西市玉丘町に存在する古墳群。国指定の史跡。玉丘古墳、クワンス塚古墳、陪塚第1号墳・第2号墳、壇塔山古墳、愛染古墳など計7基からなる。

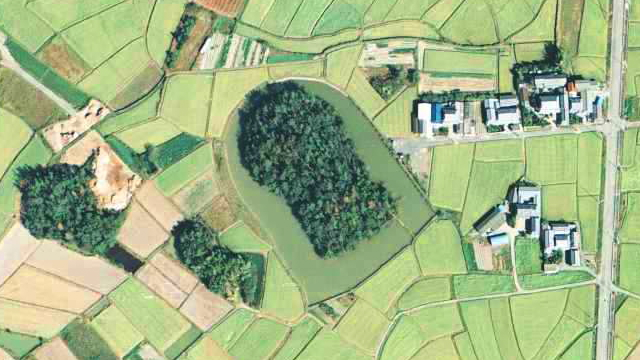
玉丘古墳の空中写真（1980年）。

## 解説
移築復元された愛染古墳を含め計6基の古墳から構成され、前方後円墳、円墳、横穴式石室墳、帆立貝式古墳など形状もバラエティに富む。周辺は玉丘史跡公園として野池と共に整備され、市民の憩いの場、自然観察の場としても機能している。

### 玉丘古墳
古墳時代中期の前方後円墳で全長約109メートル、幅約54メートル（前方部）、約64メートル（後円部径）で墳丘が3段築成からなり、兵庫県下6番目の規模をほこる。墳丘には幅約20メートルの周濠が巡らされ、出土遺物から外堤には円筒埴輪が多数並べられていたと推測されている。出土された埴輪には家形、鶏形のものも含め円筒埴輪が多い。この古墳は根日女と二人の皇子との出会いから始まる根日女悲恋の物語の舞台であることが知られ『播磨国風土記』賀毛郡の条に記されている。「根日女」の名は、現在も加西市において観光PR用に数多く用いられている。

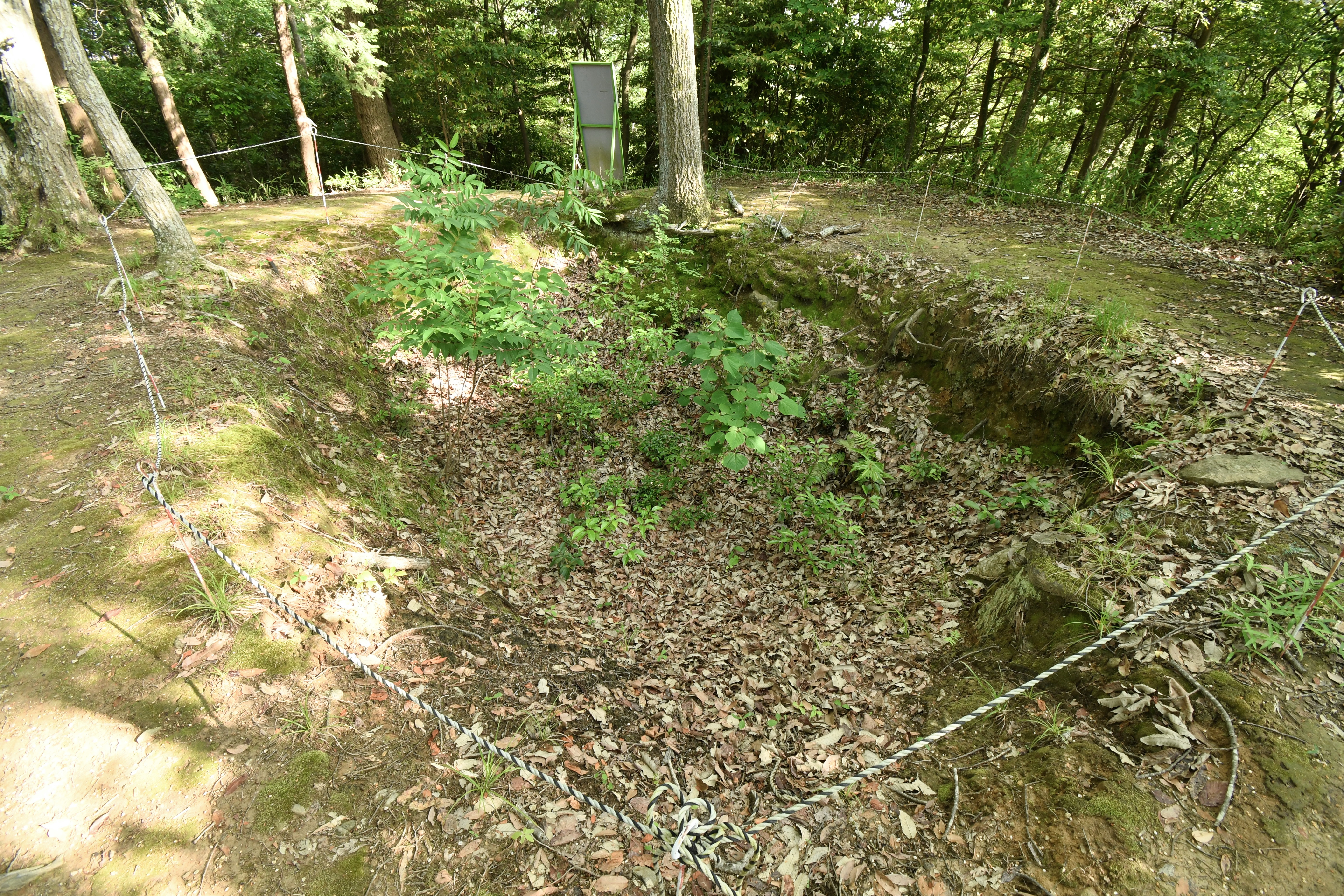
後円部墳頂
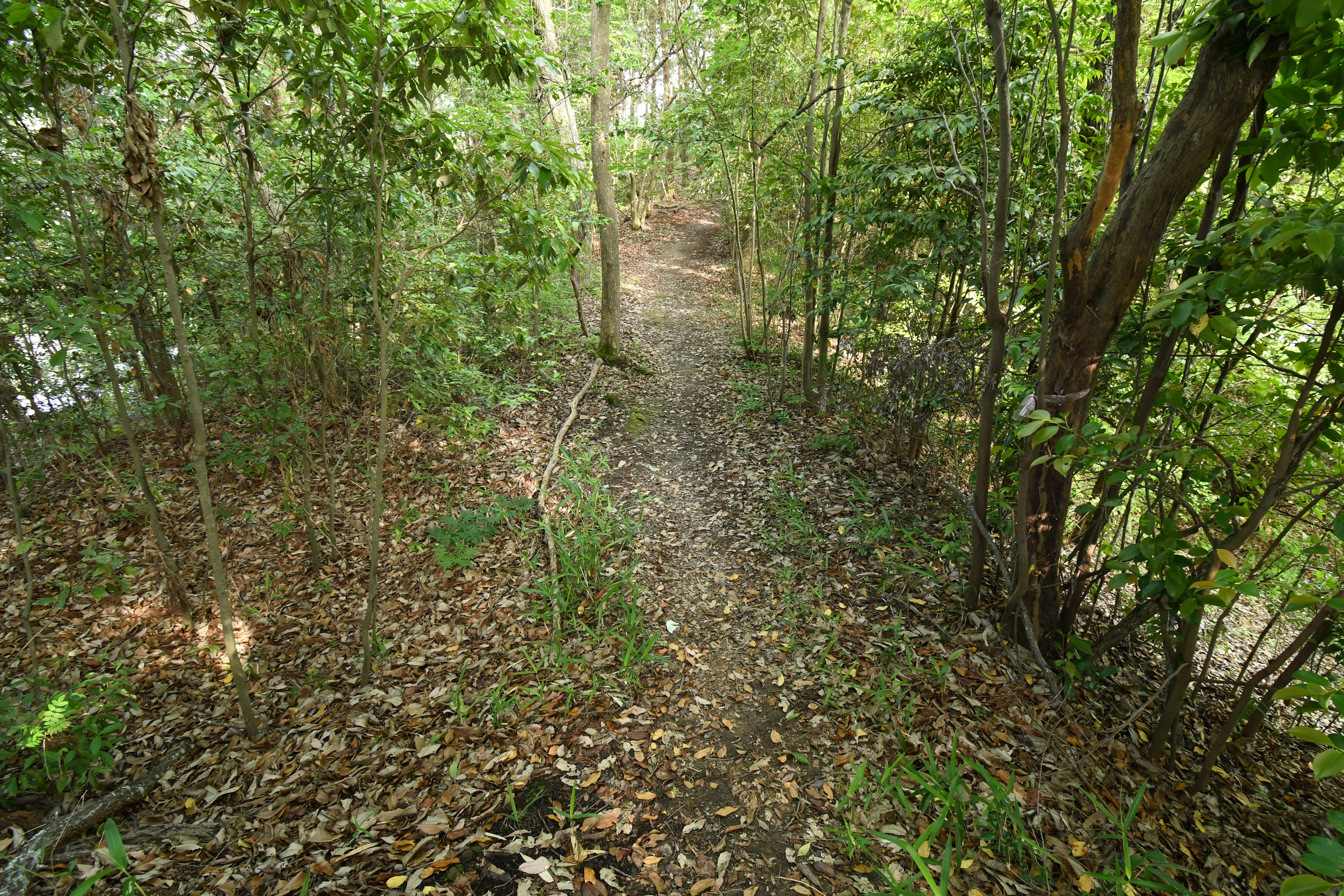
後円部から前方部を望む
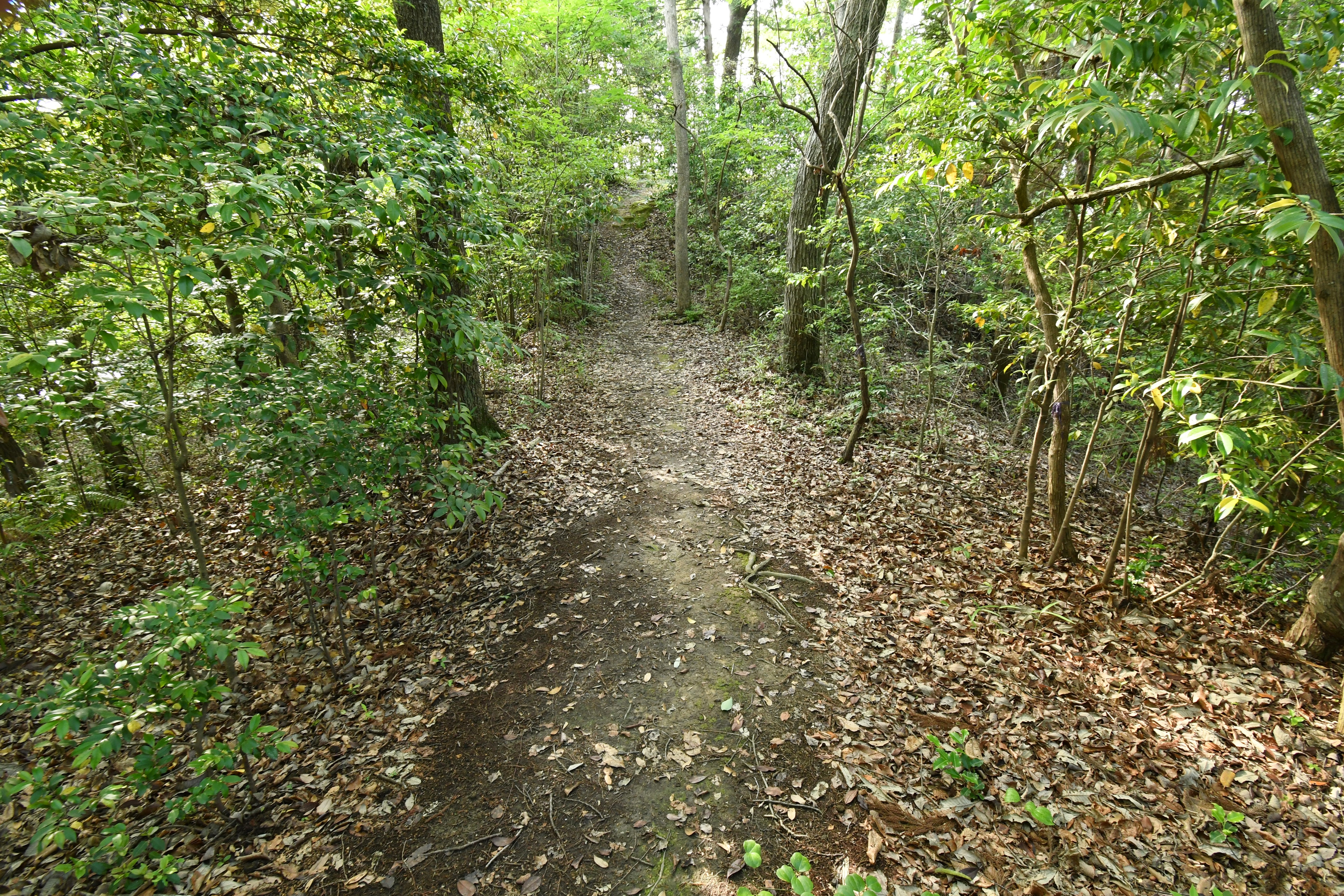
前方部から後円部を望む

### クワンス塚古墳
径約35メートルの古墳時代中期の円墳で墳丘は２段の盛土から形成される。墳頂には、割竹形木棺を納めたと推測されている竪穴石槨を残す。副葬品として、剣、直刀、三角板革綴短甲、鉾などの武具、斧などの農工具、鶏形埴輪などの形象埴輪や土器類、杵形、突起付棒形、棒形、円盤形、籠目形などの土製品が発掘されている。玉丘古墳約170メートル西に位置する。

### 陪塚第1号墳・第2号墳
第1号墳は、径約25メートルの円墳と推測されているが、前方後円墳説もある。第2号墳は方墳で、一辺の長さが24メートルある。周濠より凝灰岩片および埴輪が出土したことから古墳時代中期の古墳であることが判明した。周濠は、度重なる改変がなされている。陪塚第2号墳は、1辺長約24メートルの方墳。墳丘が大きく削られ、周濠から埴輪と凝灰岩片が出土したことで古墳時代中期の古墳と判明している。2つは玉丘古墳を中央にし、東西に位置する。

### 壇塔山古墳
古墳時代中期（5世紀前半）の円形墳。径17メートル、周溝幅2メートル。円筒埴輪が出土している。

### 愛染古墳

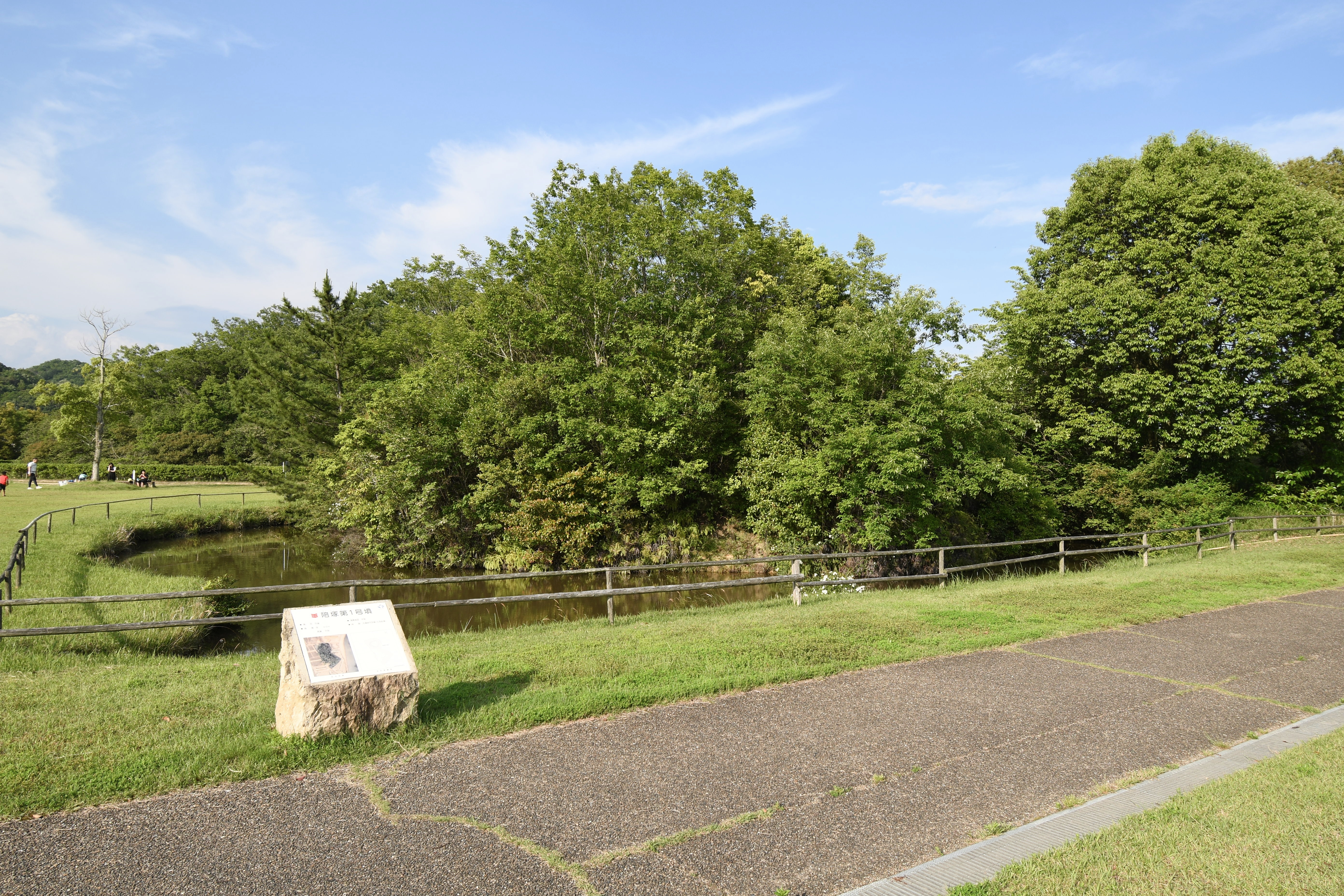
陪塚第1号墳
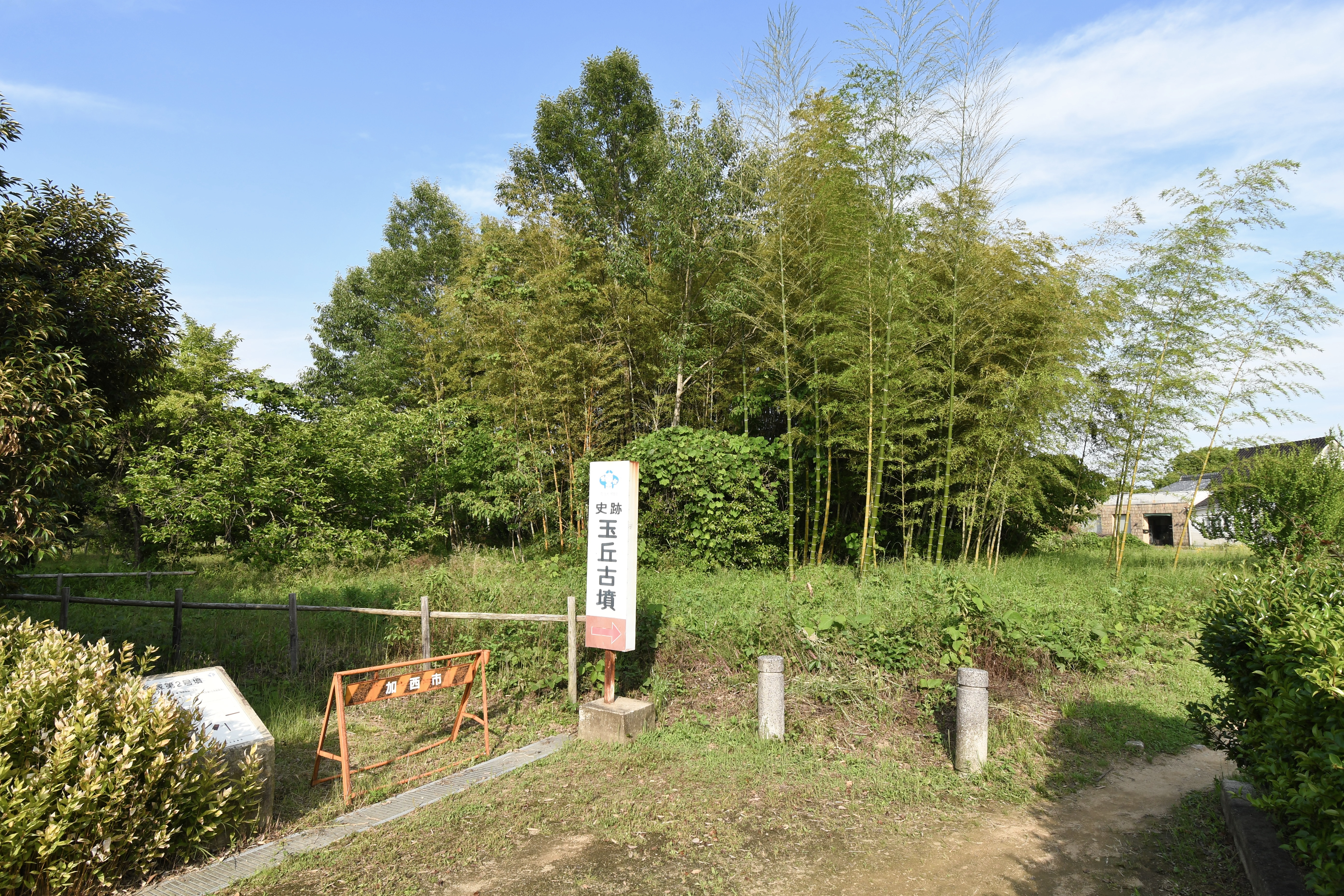
陪塚第2号墳
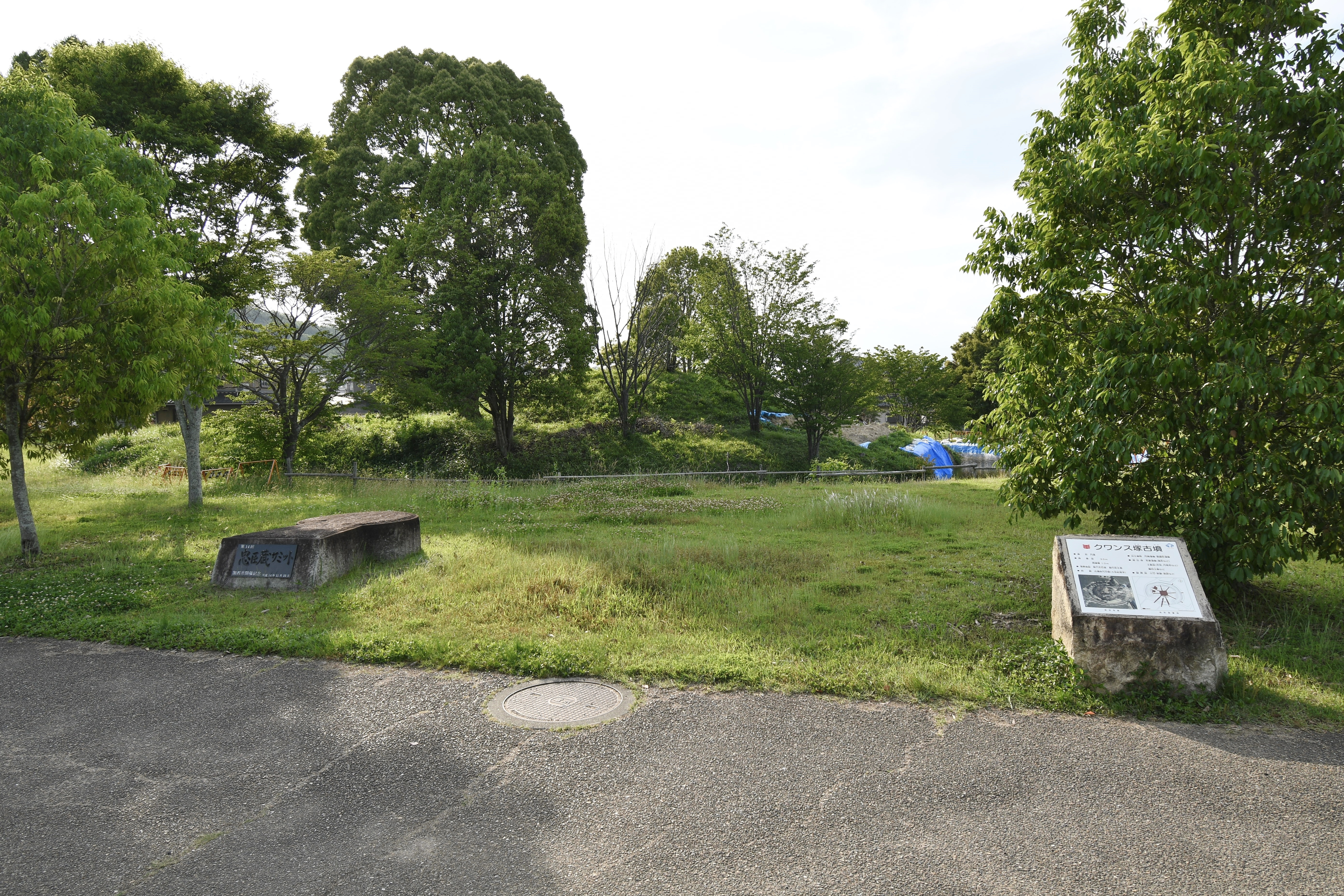
クワンス塚古墳
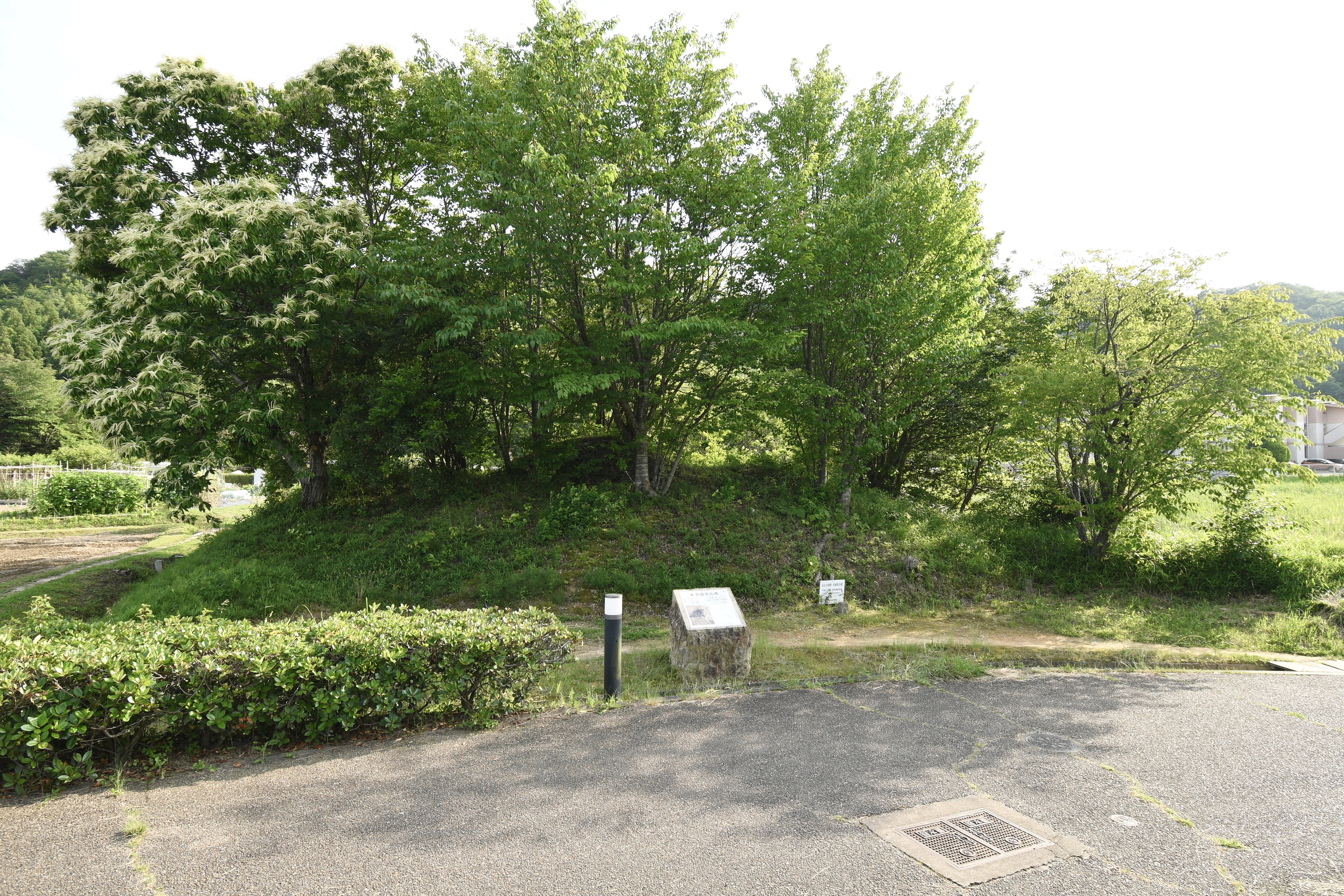
実盛塚古墳
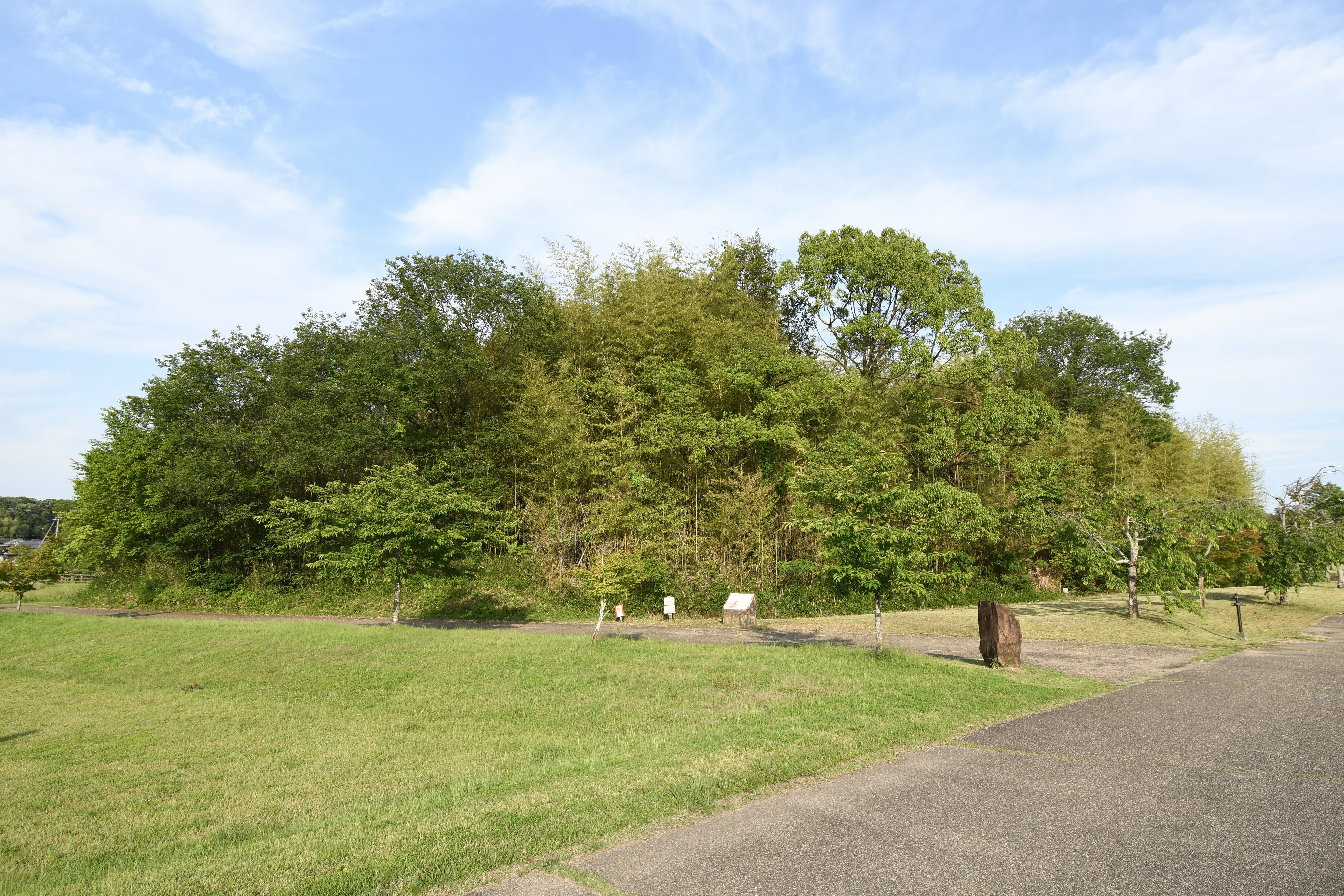
壇塔山古墳
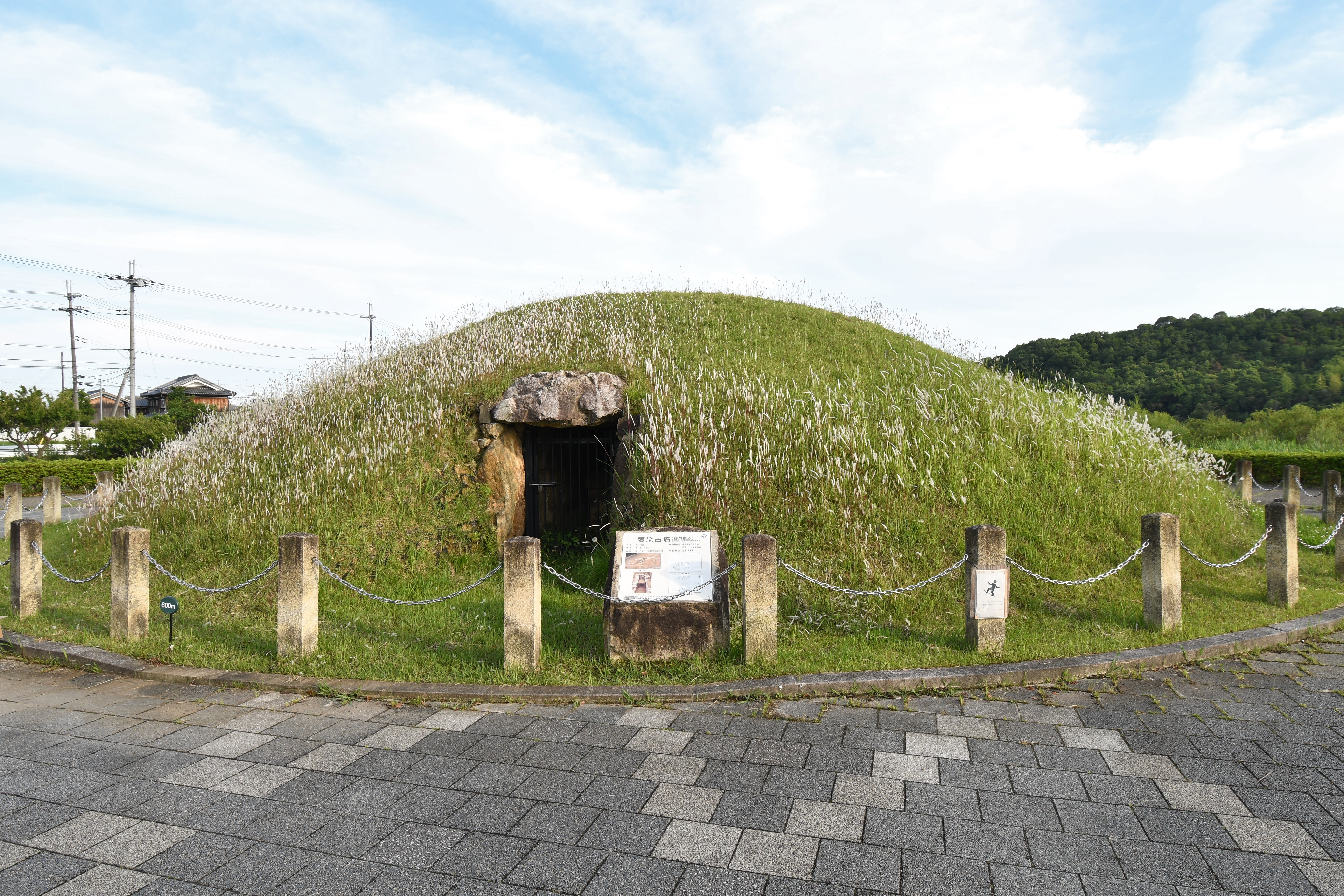
愛染古墳
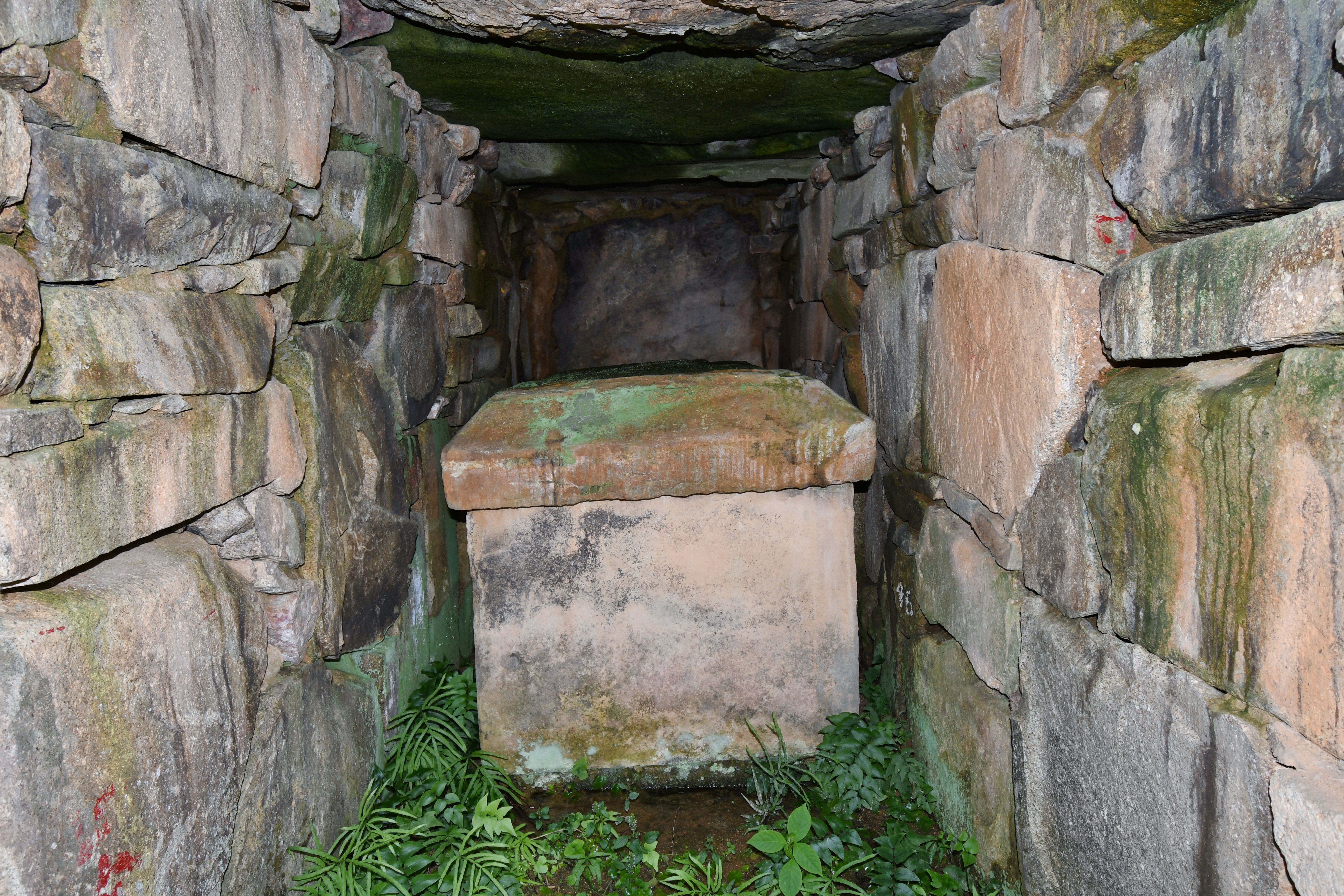
愛染古墳石室内部

## 交通アクセス
- 北条鉄道北条線 北条町駅 徒歩30分

## 周辺
- 兵庫県立フラワーセンター